# Giulia Agricola
Giulia Agricola (attorno al 64) è stata figlia del generale romano Gneo Giulio Agricola e di Domizia Decidiana (donna di illustri natali) e moglie dello storico Tacito, che sposò nel 78.
Sia lei sia la madre erano vive nel 93, anno in cui morì Gneo Giulio Agricola, ma non si sa quando lei sia morta.